# 木廠街
木廠街（英語：Mok Cheong Street）是香港九龍連接馬頭涌及馬頭角的一條街道，從馬頭涌道起，經九龍城道，伸展至土瓜灣道。
馬頭角木廠街19號是香港盲人輔導會工廠暨庇護工場所在地。

## 鄰近地標
- 「十三街」舊樓群
- 舊東方紗廠
- 傲雲峰

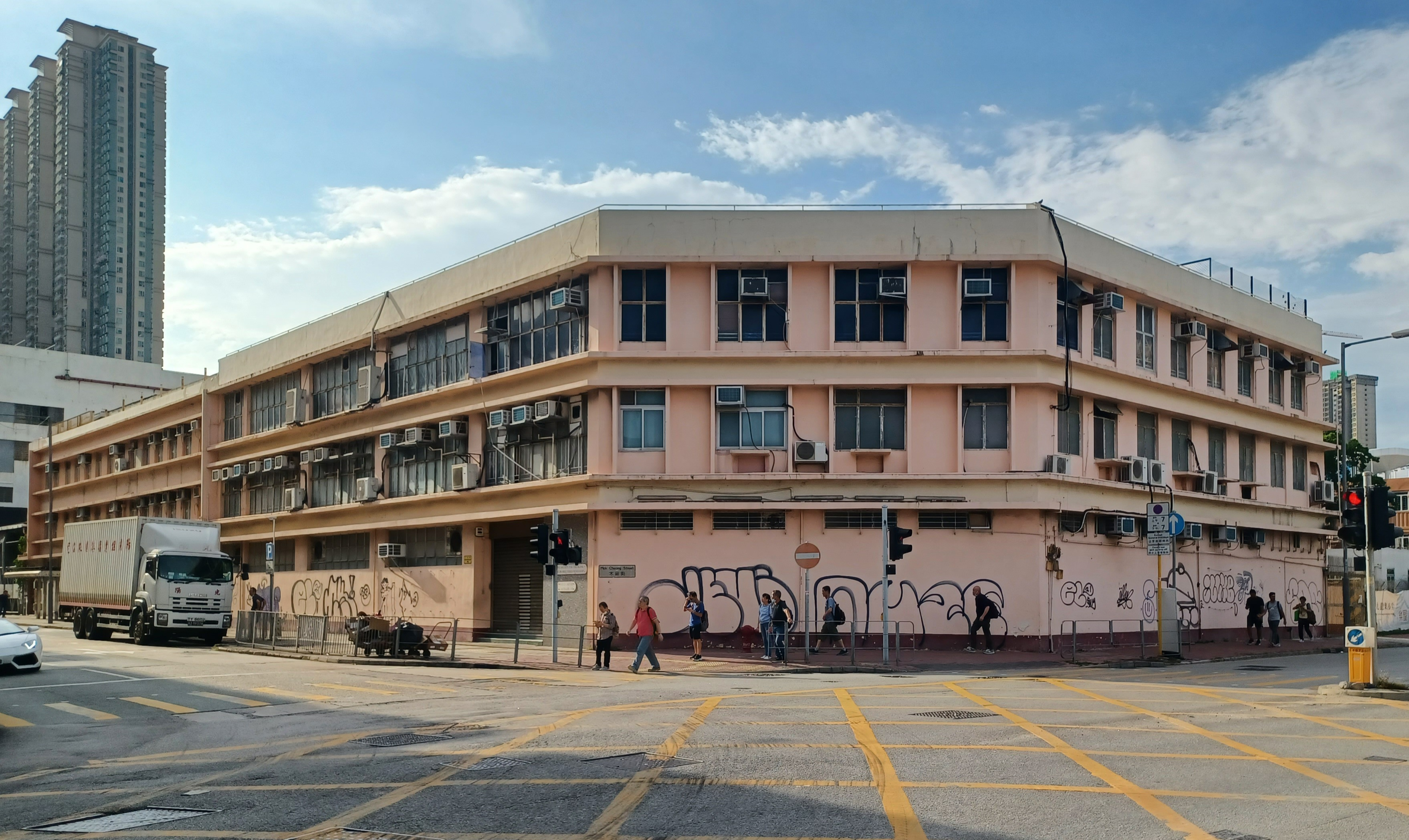
香港盲人輔導會工廠暨庇護工場
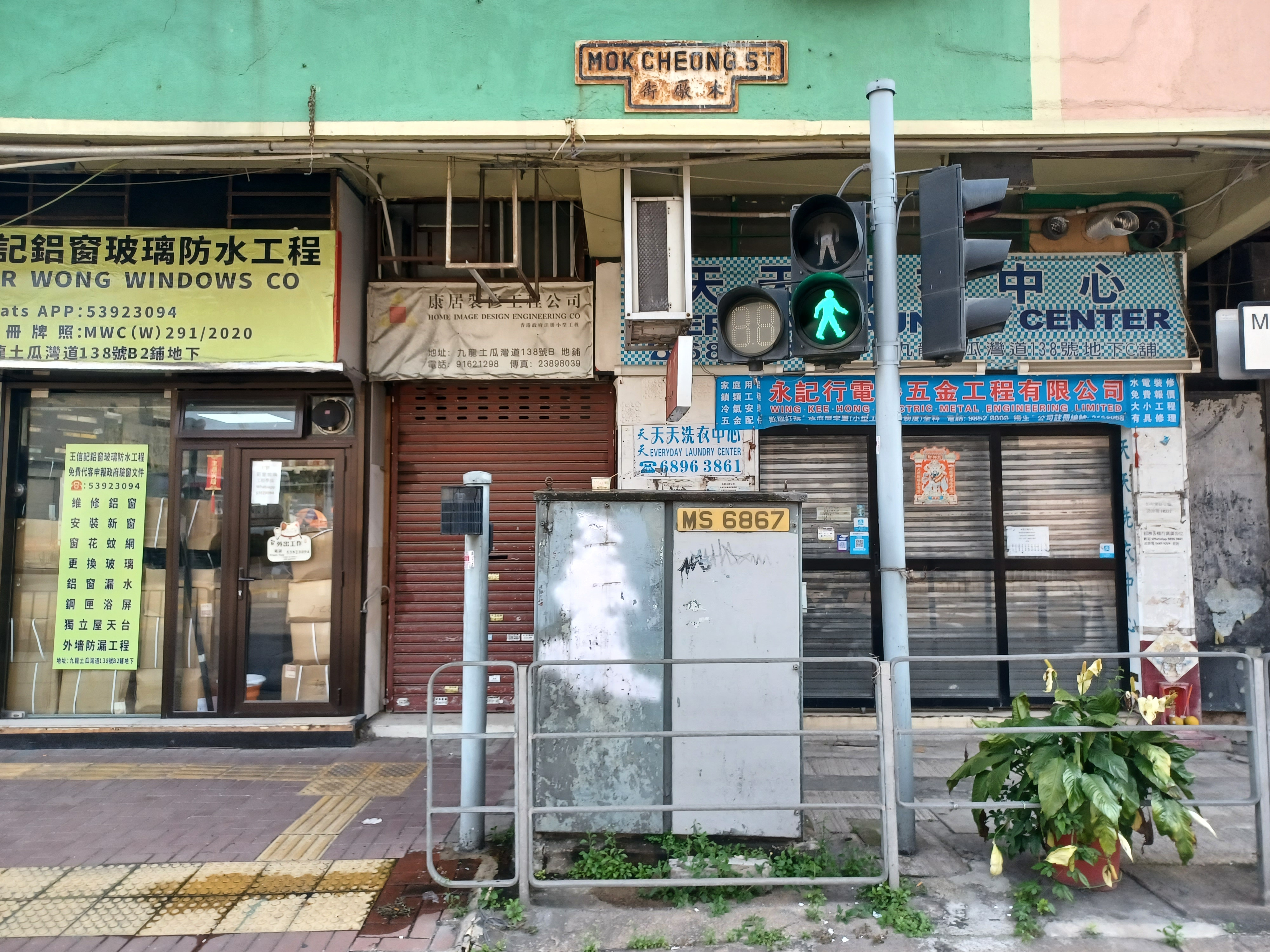
木廠街凹角T型街牌

## 外部參考
1. ↑  道路交通 (交通管制) 規例 (第374章) - 土瓜灣木廠街臨時限制區 （页面存档备份，存于），運輸署，2014年11月21日